# Frank Maxwell
Charles Francis Maxwell (New York, 17 novembre 1916 – Santa Monica, 4 agosto 2004) è stato un attore statunitense.
Ha recitato in 17 film dal 1957 al 2000 ed è apparso in oltre 130 produzioni televisive dal 1951 al 1984.

## Biografia
Frank Maxwell nacque a New York, nel Bronx, il 17 novembre 1916. Fece il suo debutto al cinema a metà degli anni cinquanta e in televisione agli inizi dello stesso decennio. Prolifico attore televisivo, per il piccolo schermo interpretò, tra gli altri, Duncan MacRoberts in 34 episodi della serie Our Man Higgins dal 1962 al 1963, il capitano Nye in 12 episodi della serie Squadra speciale anticrimine (Felony Squad) dal 1966 al 1968, il colonnello Garroway in sette episodi della serie The Second Hundred Years nel 1967, Tommy Kelsey in un doppio episodio della serie Arcibaldo nel 1977, Dan Rooney in tre episodi della serie General Hospital dal 1980 al 1981, e il colonnello Charles Holmsey in un doppio episodio della serie Love Boat nel 1984, Diede inoltre vita a numerosi personaggi minori in molti episodi di serie televisive collezionando diverse apparizioni come guest star e come interprete di più personaggi per singola serie, dagli anni cinquanta agli anni ottanta, come in tre episodi di The Big Story, tre episodi di Perry Mason, quattro episodi di Gli uomini della prateria, tre episodi di Squadra emergenza, quattro episodi di F.B.I., tre episodi di Cannon, tre episodi di Ironside, cinque episodi di Barnaby Jones e quattro episodi di Quincy.
Collezionò inoltre diverse presenze per gli schermi cinematografici recitando in ruoli più o meno secondari, come Sam in The Violators del 1957, Pat Doyle in Non desiderare la donna d'altri del 1958, il sergente Ballo in Tempesta sulla Cina del 1960, Tirdell in Il grande impostore del 1961, Jerry Brophy in Ossessione amorosa del 1961, Ronnie Hallerton in Ada Dallas del 1961, il colonnello Frank Delgan in Caccia al tenente del 1962, Tom McDaniel in L'odio esplode a Dallas del 1962, il dottor Marinus Willet in La città dei mostri del 1963, Mr. Quinn in Invisible Diplomats del 1965, George Jay in Smania di vita del 1965, il dottor Evans in Madame X del 1966 e il detective McAllen in A muso duro del 1974. Nel 1984 recitò in un episodio della serie Love Boat, che resta la sua ultima apparizione per la TV. Per quanto riguarda le interpretazioni per gli schermi cinematografici, l'ultima è quella nel film Amy Stiller's Breast del 2000 in cui recita nel ruolo di un monsignore. Maxwell servì come presidente della American Federation of Television and Radio Artists dal 1984 al 1989. Fu sposato con le attrici Maxine Stuart (1949-1963) e Rita Lynn (1966-1996). Fu inserito nella lista nera del senatore anticomunista McCarthy e fu membro della commissione Anti-Blacklisting. Morì a Santa Monica il 4 agosto 2004 e fu seppellito all'Holy Cross Cemetery di Culver City.

## Filmografia

### Cinema
- The Violators, regia di John Newland (1957)
- Non desiderare la donna d'altri (Lonelyhearts), regia di Vincent J. Donehue (1958)
- Tempesta sulla Cina (The Mountain Road), regia di Daniel Mann (1960)
- Il grande impostore (The Great Impostor), regia di Robert Mulligan (1961)
- Ossessione amorosa (By Love Possessed), regia di John Sturges (1961)
- Ada Dallas (Ada), regia di Daniel Mann (1961)
- Caccia al tenente (The Horizontal Lieutenant), regia di Richard Thorpe (1962)
- L'odio esplode a Dallas (The Intruder), regia di Roger Corman (1962)
- La scuola dell'odio (Pressure Point), regia di Hubert Cornfield (1962)
- La città dei mostri (The Haunted Palace), regia di Roger Corman (1963)
- Invisible Diplomats, regia di LeRoy Prinz (1965)
- Smania di vita (A Rage to Live), regia di Walter Grauman (1965)
- Madame X, regia di David Lowell Rich (1966)
- I selvaggi (The Wild Angels), regia di Roger Corman (1966)
- A muso duro (Mr. Majestyk), regia di Richard Fleischer (1974)
- Gli eletti (The Chosen), regia di Jeremy Kagan (1981)
- Amy Stiller's Breast, regia di Becky Neiman (2000)

### Televisione
- The Philco Television Playhouse – serie TV, 4 episodi (1950-1951)
- Robert Montgomery Presents – serie TV, 3 episodi (1950-1957)
- Armstrong Circle Theatre – serie TV, 2 episodi (1951-1957)
- I segreti della metropoli (Big Town) – serie TV, un episodio (1951)
- Goodyear Television Playhouse – serie TV, 2 episodi (1952-1955)
- Lux Video Theatre – serie TV, un episodio (1952)
- Tales of Tomorrow – serie TV, un episodio (1952)
- Campbell Playhouse – serie TV, un episodio (1953)
- Mama – serie TV, un episodio (1954)
- Danger – serie TV, un episodio (1954)
- The United States Steel Hour – serie TV, un episodio (1956)
- The Big Story – serie TV, 3 episodi (1956)
- Una donna poliziotto (Decoy) – serie TV, un episodio (1957)
- Il tenente Ballinger (M Squad) – serie TV, un episodio (1958)
- Gunsmoke – serie TV, un episodio (1958)
- Peter Gunn – serie TV, episodi 1x30-2x25 (1959-1960)
- Alfred Hitchcock presenta (Alfred Hitchcock Presents) – serie TV, 5 episodi (1959-1962)
- New York Confidential – serie TV, un episodio (1959)
- The Phil Silvers Show – serie TV, un episodio (1959)
- The Third Man – serie TV, un episodio (1959)
- Mike Hammer – serie TV, un episodio (1959)
- Steve Canyon – serie TV, un episodio (1959)
- U.S. Marshal – serie TV, un episodio (1959)
- Alcoa Theatre – serie TV, un episodio (1959)
- Avventure in elicottero (Whirlybirds) – serie TV, un episodio (1959)
- Black Saddle – serie TV, un episodio (1959)
- Playhouse 90 – serie TV, un episodio (1959)
- Alcoa Presents: One Step Beyond – serie TV, un episodio (1959)
- Perry Mason – serie TV, 3 episodi (1960-1961)
- Gli uomini della prateria (Rawhide) – serie TV, 4 episodi (1960-1965)
- Goodyear Theatre – serie TV, episodio 3x09 (1960)
- Ai confini della realtà (The Twilight Zone) - serie TV, episodio 1x23 (1960)
- The Millionaire – serie TV, un episodio (1960)
- Markham – serie TV, un episodio (1960)
- L'uomo e la sfida (The Man and the Challenge) – serie TV, episodio 1x28 (1960)
- Hong Kong – serie TV, episodio 1x01 (1960)
- Michael Shayne – serie TV episodio 1x13 (1960)
- The Deputy – serie TV, un episodio (1961)
- The Asphalt Jungle – serie TV, un episodio (1961)
- Follow the Sun – serie TV, episodio 1x04 (1961)
- Lotta senza quartiere (Cain's Hundred) – serie TV, un episodio (1961)
- Corruptors (Target: The Corruptors) – serie TV, episodio 1x13 (1961)
- Our Man Higgins – serie TV, 34 episodi (1962-1963)
- Route 66 – serie TV, un episodio (1962)
- Bachelor Father – serie TV, un episodio (1962)
- Scacco matto (Checkmate) – serie TV, episodio 2x28 (1962)
- The Outer Limits – serie TV, un episodio (1963)
- La grande avventura (The Great Adventure) – serie TV, episodio 1x10 (1963)
- The Lieutenant – serie TV, episodio 1x14 (1963)
- Mr. Novak – serie TV, episodi 1x19-2x14 (1964-1965)
- The Crisis (Kraft Suspense Theatre) – serie TV, 3 episodi (1964-1965)
- Il virginiano (The Virginian) – serie TV, episodio 2x20 (1964)
- L'ora di Hitchcock (The Alfred Hitchcock Hour) – serie TV, un episodio (1964)
- The Greatest Show on Earth - serie TV, episodio 1x29 (1964)
- The Young Marrieds – serie TV (1965-1966)
- Il fuggiasco (The Fugitive) – serie TV, 3 episodi (1965-1966)
- F.B.I. (The F.B.I.) – serie TV, 4 episodi (1965-1974)
- Gomer Pyle: USMC – serie TV, un episodio (1965)
- Slattery's People – serie TV, un episodio (1965)
- Il dottor Kildare (Dr. Kildare) – serie TV, un episodio (1965)
- I mostri (The Munsters) – serie TV, 2 episodi (1965)
- Tre nipoti e un maggiordomo (Family Affair) - serie TV, episodi 1x07-1x22 (1966-1967)
- Squadra speciale anticrimine (Felony Squad) – serie TV, 12 episodi (1966-1968)
- The Donna Reed Show – serie TV, un episodio (1966)
- Vita da strega (Bewitched) – serie TV, un episodio (1966)
- Insight – serie TV, un episodio (1966)
- Corri e scappa Buddy (Run Buddy Run) – serie TV, un episodio (1966)
- Le spie (I Spy) – serie TV, episodio 2x02 (1966)
- The Man Who Never Was – serie TV, un episodio (1966)
- Capitan Nice (Captain Nice) – serie TV, episodio 1x03 (1967)
- L'isola di Gilligan (Gilligan's Island) – serie TV, un episodio (1967)
- The Second Hundred Years – serie TV, 7 episodi (1967)
- Al banco della difesa (Judd for the Defense) – serie TV, 2 episodi (1968-1969)
- I giorni di Bryan (Run for Your Life) - serie TV, episodio 3x19 (1968)
- Doris Day Show (The Doris Day Show) – serie TV, un episodio (1968)
- In nome della giustizia (The Bold Ones: The Protectors) – serie TV, 2 episodi (1969-1970)
- Reporter alla ribalta (The Name of the Game) – serie TV, 2 episodi (1969-1970)
- The Outsider – serie TV, episodio 1x23 (1969)
- Daughter of the Mind – film TV (1969)
- Ironside – serie TV, 3 episodi (1970-1974)
- Love, American Style – serie TV, un episodio (1970)
- Quella strana ragazza (That Girl) – serie TV, un episodio (1970)
- The Governor & J.J. – serie TV, un episodio (1970)
- Adam-12 – serie TV, un episodio (1970)
- The Bold Ones: The Senator – serie TV, un episodio (1970)
- The Bold Ones: The Lawyers – serie TV, un episodio (1970)
- Mod Squad, i ragazzi di Greer (The Mod Squad) – serie TV, un episodio (1970)
- Matt Lincoln – serie TV, un episodio (1970)
- Difesa a oltranza (Owen Marshall, Counselor at Law) – serie TV, 2 episodi (1971-1972)
- Dan August – serie TV, un episodio (1971)
- Arnie – serie TV, un episodio (1971)
- The Forgotten Man, regia di Walter Grauman – film TV (1971)
- Due onesti fuorilegge (Alias Smith and Jones) – serie TV, un episodio (1971)
- Squadra emergenza (Emergency!) – serie TV, 3 episodi (1972-1973)
- Aspettando il ritorno di papà (Wait Till Your Father Gets Home) – serie TV, 2 episodi (1972-1973)
- Cannon – serie TV, 3 episodi (1972-1974)
- Lo sceriffo del sud (Cade's County) – serie TV, un episodio (1972)
- Longstreet – serie TV, un episodio (1972)
- A tutte le auto della polizia (The Rookies) – serie TV, un episodio (1972)
- Return to Peyton Place – serie TV (1972)
- Barnaby Jones – serie TV, 5 episodi (1973-1976)
- Room 222 – serie TV, un episodio (1973)
- Mannix – serie TV, un episodio (1973)
- Missione impossibile (Mission: Impossible) – serie TV, un episodio (1973)
- Search – serie TV, un episodio (1973)
- Attentato al Trans American Express (Runaway!) – film TV (1973)
- Temperatures Rising – serie TV, un episodio (1973)
- Cry Rape – film TV (1973)
- Butch Cassidy – serie TV (1973) (voce)
- Banacek – serie TV, un episodio (1974)
- Medical Center – serie TV, un episodio (1974)
- Il cacciatore (The Manhunter) – serie TV, un episodio (1974)
- Agenzia Rockford (The Rockford Files) – serie TV, 2 episodi (1975-1976)
- Movin' On – serie TV, un episodio (1975)
- Chi è Black Dahlia? (Who is the Black Dahlia?) – film TV (1975)
- Lincoln – miniserie TV, un episodio (1975)
- S.W.A.T. – serie TV, un episodio (1975)
- McMillan e signora (McMillan & Wife) – serie TV, un episodio (1976)
- Il ricco e il povero (Rich Man, Poor Man - Book II) – serie TV, un episodio (1976)
- Delvecchio – serie TV, un episodio (1976)
- Squadra Most Wanted (Most Wanted) – serie TV, un episodio (1976)
- Charlie's Angels – serie TV, episodio 1x06 (1976)
- La squadriglia delle pecore nere (Baa Baa Black Sheep) – serie TV, un episodio (1976)
- Quincy (Quincy M.E.) – serie TV, 4 episodi (1977-1980)
- M*A*S*H – serie TV, un episodio (1977)
- Le strade di San Francisco (The Streets of San Francisco) – serie TV, un episodio (1977)
- The Feather and Father Gang – serie TV, un episodio (1977)
- Arcibaldo (All in the Family) – serie TV, 2 episodi (1977)
- The Bob Newhart Show – serie TV, un episodio (1977)
- General Hospital – serie TV, 3 episodi (1978-1990)
- Switch – serie TV, un episodio (1978)
- Pattuglia recupero (Salvage 1) – serie TV, un episodio (1979)
- Fun and Games, regia di Paul Bogart (alias Alan Smithee) - film tv (1980)
- Love Boat (The Love Boat) – serie TV, 2 episodi (1984)